# Angelica cincta
Angelica cincta är en växtart i släktet kvannar (Angelica) och familjen flockblommiga växter. Den beskrevs av Henri de Boissieu 1906.
Arten är en perenn ört som förekommer i östra Ryssland, Kina, Korea och Japan.